# Bogard (Missouri)
Bogard – miasto w Stanach Zjednoczonych, w stanie Missouri, w hrabstwie Carroll.